# Union pojišťovna
Union pojišťovna (slovensky Union poisťovňa) je akciová společnost založená v roce 1992 na Slovensku. Od roku 1997 je dceřinou společností největší holandské pojišťovací skupiny Achmea. 
Společnost je pojišťovatelem v oblasti cestovního pojištění, individuálního zdravotního pojištění, úrazového pojištění, pojištění vozidel, majetku, zodpovědnosti za škodu, životní pojištění a on-line pojištění. Pojišťovna také poskytuje asistenční služby 24 hodin denně/365 dnů v roce a klientské centrum. Spolupracuje s velkým počtem cestovních kanceláří a agentur po celém Slovensku. Tyto aktivity rozvíjí i v sousední České republice. V roce 2014 pojišťovna zaměstnávala okolo 202 zaměstnanců. Zisk pojišťovny v roce 2014 činil 2,5 mil. EUR. 

## Union pojišťovna ČR
Společnost nabízí služby i v České republice, kde nabízí cestovní pojištění do všech destinací světa i tuzemské cestovní pojištění po České republice. Do pojištění pro Evropu i některé destinace v Asii a Africe, například Turecko, Alžírsko, Maroko, Tunisko, Kypr, Egypt, Izrael, Jordánsko, Arménii, Ázerbájdžán a Gruzii a evropskou část Ruska.  Výjimkou není ani cestovní pojištění ke kartě EYCA.. Pro firemní klientelu má pojišťovna pojištění obecné odpovědnosti, odpovědnosti silničního dopravce, majetku a osob. Dále pojištění pro cestovní kanceláře a odpovědnosti z provozu cestovní kanceláře. V Česku je u pojišťovny pojištěno 158 českých cestovních kanceláří, s dalšími společnost jedná. 

## Akcionář
Achmea je mezinárodní finanční skupina registrovaná v Nizozemsku, která poskytuje finanční služby a její hlavní činností je pojišťovnictví. Má společnosti v 8 zemích s více než 23 000 zaměstnanci. Skupina Achmea nabízí široké spektrum pojištění – životní i neživotní, důchodové produkty, zdravotní pojištění, ale i správu aktiv a bankovní služby. Celková aktiva společnosti Achmea představují více než 95 miliard EUR. Filozofií společnosti Achmea je vybudovat integrovanou celoevropskou skupinu skládající se z lídrů na trzích, kde působí její společnosti.